# Umphrey's McGee
Gli Umphrey's McGee sono un gruppo rock e jam band statunitense di Chicago la cui musica è spesso definita come  "progressive improvisation", con scalette in continua evoluzione ed improvvisazione, ricordando il tipico modo di suonare di gruppi come Phish e Grateful Dead, ma musicalmente sono molto più influenzati da band progressive rock come King Crimson, Yes, Pink Floyd, Dream Theater, Frank Zappa, Genesis,  La band si identifica principalmente con i Police, i Beatles ed i Led Zeppelin .

## Storia del gruppo

### 1997 - 2003
Il Gruppo formatosi presso l'Università di Notre Dame nel dicembre del 1997 dal chitarrista cantante Brendan Bayliss, il bassista Ryan Stasik, il tastierista Joel Cummins, e il batterista Mike Mirro, è il risultato della fusione di 2 gruppi rock di Notre Dame, gli Tashi Station e Stomper Bob. I primi concerti consistevano in pezzi originali del gruppo e cover famose di altri gruppi
A metà del 1998, dopo solo 8 mesi insieme, la band pubblicò il loro album di debutto, "Greatest Hits Vol. III". L'album di debutto contiene canzoni che restano punti fermi nei concerti live degli Umphrey's, come: "Divisions",  "Phil's Farm",  "FF" e "All in Time".
Poco dopo l'uscita dell'album, alla band si è aggiunto un quinto membro, il percussionista Andy Farag, divenuto fra l'altro agente della band. Il gruppo iniziò ad esibirsi al di fuori dalla zona dei college, facendo aumentare il consenso della loro musica. Sempre nel 1998, la band pubblicò il primo album dal vivo,  "Songs for Older Women",
Il chitarrista Jake Cinninge si è aggiunto alla band nel settembre 2000. Cinninger ha portato la band verso un suono più pieno, portando anche un vasto repertorio di musiche originali, molte delle quali presenti nel catalogo della sua precedente band, Ali Baba Tahini. Poco dopo l'arrivo di Cinninger, la band ha pubblicato un altro album live,  "One Fat Sucka" ,  contenente performance live registrate durante l'estate e l'autunno del 2000
Nel 2001, la band iniziò a praticare intensi esercizi di improvvisazione. Una delle loro prime sessioni ha avuto luogo in un hotel, in una sala chiamata "Jimmy Stewart Ballroom", spingendo la band a chiamare le loro future improvvisazioni ed  escursioni sul palco "Jimmy Stewart". Questa forma di improvvisazione ha un approccio differente rispetto ai metodi utilizzati da molte jam band.
Jake Cinninger e Joel Cummins hanno pubblicato un album da solisti rispettivamente  nel 2001 e 2002. Più brani di questi 2 album sono entrati nel repertorio concertistico degli Umphrey's.
Nel giugno 2002 vide l'uscita di un nuovo album della band, "Local Band Does OK". 
Quell'estate, in una zona fuori Manchester, Tennessee, si tenne  la prima edizione del "Bonnaroo Music Festival" a cui hanno partecipato più di 30 band che si sono esibite di fronte a quasi 100.000 persone. Durante il festival, la band ha venduto più cd di qualsiasi altro artista presente, tra i quali "Widespread Panic", "Trey Anastasio", e "Norah Jones".
La band ebbe un blocco nel 2002 quando il batterista Mike Mirro annunciò che avrebbe lasciato la band per frequentare la scuola di medicina . Dopo centinaia di nastri esaminati dal percussionista Andy Farag, la band assunse il batterista Kris Myers.

### 2004 - 2010

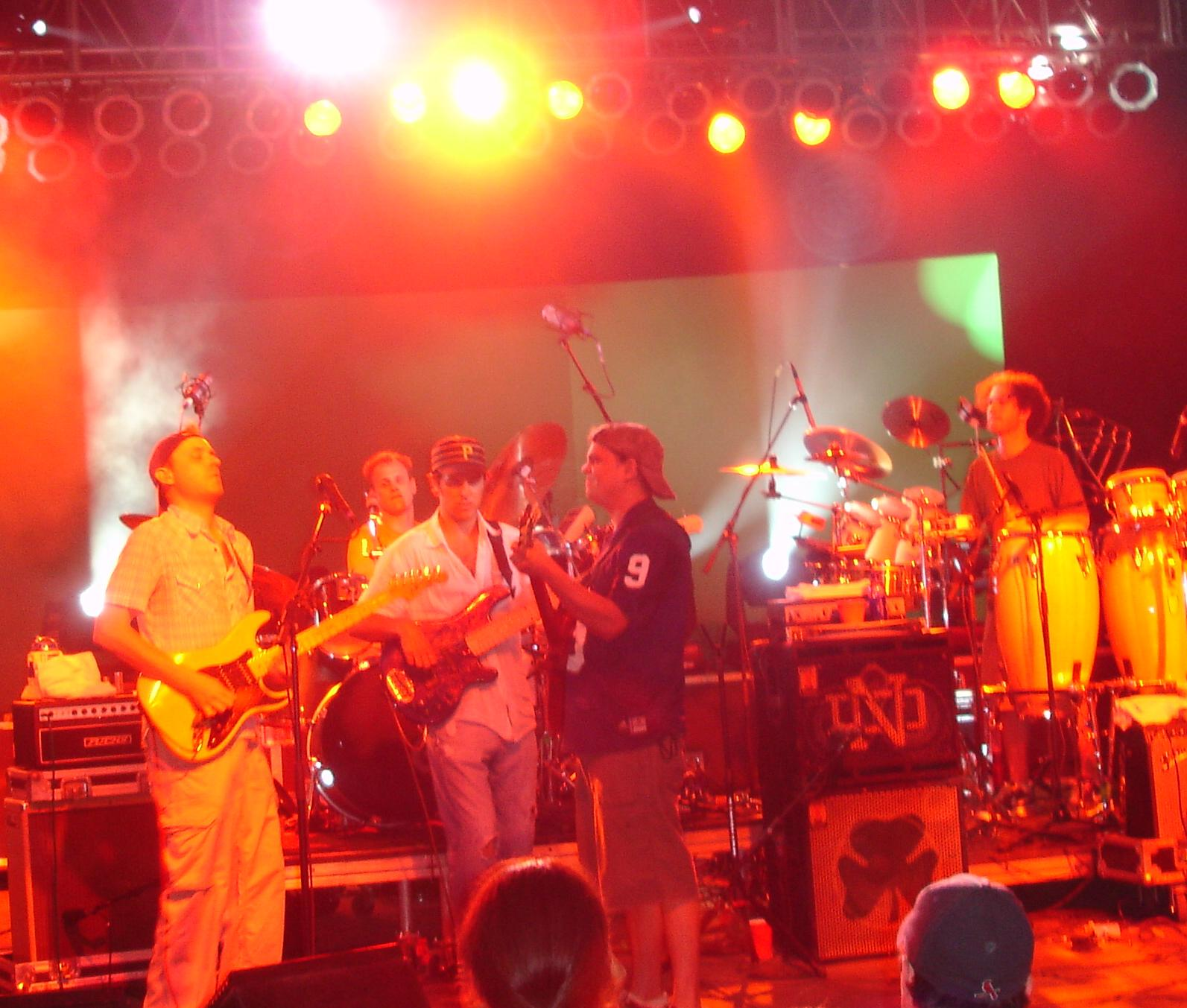
Gli Umphrey's McGee al Bonnaroo Music Festival 2006

Nel 2004, la band pubblicò "Anchor Drops", registrato in diversi studi in tutta l'area di Chicago. Poco prima della pubblicazione dell'album, la band ha ottenuto un contratto di distribuzione sia per "Anchor Drops" sia per  "Local Band Does OK ", e per la prima volta, la musica degli Umphrey's McGee era disponibile nei negozi di tutto il paese. 
Ancora una volta, gli Umphrey's presero parte al  "Bonnaroo Music Festival". La band si esibì per oltre 20.000 persone, molte delle quali non aveva mai sentito la band prima.  In questo periodo è nata una partnership con Disco Logic e la band ha iniziato a mettere gli spettacoli in vendita online, qualche anno dopo tutti gli spettacoli della band sarebbero stati trasferiti su UMLive.net.
A partire dal 2005, la band ha iniziato a produrre podcast online dei loro spettacoli live. Ogni podcast dura circa 75 minuti e viene pubblicato circa due volte al mese, ed ha 20.000 ascoltatori.
Il  4 aprile 2006, gli Umphrey's hanno pubblicato il loro quarto album in studio, "Safety in Numbers". La band ha partecipato ai maggiori festival statunitensi per tutta l'estate, registrando  129 apparizioni.
"The Bottom Half", un album di brani residui della sessione di  "Safety in Numbers", è stato pubblicato un anno dopo, il 3 aprile 2007.
Un doppio album live intitolato "Live at the Murat" è stato pubblicato il 16 ottobre 2007. L'album è stato registrato in più di 2 notti presso la Sala egizia  al Centro Murat di Indianapolis, Indiana, ed ha ricevuto una recensione a 4 stelle dalla rivista Rolling Stone.
"Mantis", ultimo album della band in studio è stato pubblicato il 20 gennaio 2009. L'album si concentra di più sullo stile progressivo ed è stato associato al loro album del 2004 "Anchor Drops".

## Formazione

### Formazione attuale
- Brendan Bayliss - chitarra, voce (dal 1997)
- Joel Cummins - tastiera, voce (dal 1997)
- Ryan Stasik - basso elettrico (dal 1997)
- Jake Cinninger - chitarra, voce (dal 2000)
- Kris Myers - batteria, voce (dal 2003)
- Andy Farag - percussioni (dal 1998)

### Ex componenti
- Mike Mirro - batteria, voce (1997 - 2002)

## Discografia

### Album studio
- 1998 Greatest Hits Vol. III
- 2002 Local Band Does OK
- 2004 Anchor Drops
- 2006 Safety In Numbers
- 2007 The Bottom Half
- 2009 Mantis
- 2011 Death By Stereo
- 2014 Similar Skin
- 2015 The London Session - A Day at Abbey Road Studios
- 2016 ZONKEY
- 2018 It's Not Us
- 2018 ..It's You
- 2021 You Walked Up Shaking In Your Boots But You Stood Tall And Left A Raging Bull
- 2022 Asking For A Friend

### Album live
- 1998 Songs for Older Women
- 2000 One Fat Sucka
- 2003 Local Band Does OKlahoma
- 2007 Live at the Murat
- 2008 Jimmy Stewart 2007

### DVD pubblicati
- 2002 Live from the Lake Coast
- 2005 Wrapped Around Chicago - New Year's Eve at The Riviera
- 2009 Soundstage: Umphrey's McGee - Live